# 窪田和則
窪田　和則（くぼた　かずのり、1975年12月13日‐）は、神奈川県川崎市出身の柔道選手。現役時代は78kg級の選手。173cm

## 経歴
小学校2年の時に柔道を始める。国士舘中学時代には大きな実績はなかったが、国士舘高校3年の時にインターハイ中量級で優勝を果たした。
国士舘大学に入学後、2年の時に学生体重別に優勝した勢いで、ユニバーシアードではオール一本勝ちで優勝を飾った。さらに講道館杯でも優勝するが、この階級には古賀稔彦がいたためにアトランタオリンピック代表にはなれなかった。
1997年には1つ年上のライバルである瀧本誠と世界選手権代表の座を争うも、ドイツ国際、体重別と決勝で瀧本に敗れて代表にはなれず。
しかし警視庁に入庁した翌年には体重別で優勝してワールドカップ団体戦の優勝メンバーとなる。
その後、56kg級で活躍していた大塚雅子と結婚する。引退後の2008年には全日本男子ナショナルチームの総務兼コーチとなった。

## 主な戦績
- 1993年　-　インターハイ　優勝
- 1995年　-　学生体重別　優勝
- 1995年　-　ユニバーシアード　優勝
- 1995年　-　講道館杯　優勝
- 1996年　-　正力国際　3位
- 1996年　-　体重別　2位
- 1996年　-　学生体重別　3位
- 1996年　-　講道館杯　優勝
- 1996年  -　嘉納杯　優勝
- 1997年  -　オーストリア国際　3位
- 1997年　-　ドイツ国際　2位
- 1997年　-　体重別　2位
- 1997年　-　学生体重別　優勝
- 1997年　-　講道館杯　3位
- 1998年　-　正力国際　2位
- 1998年　-　体重別　優勝
- 1998年　-　ワールドカップ団体戦　優勝
- 1998年　-　アジア大会　7位
- 1999年　-　ハンガリー国際　3位
- 1999年　-　体重別　3位
- 1999年　-　ユニバーシアード　3位
- 1999年　-　講道館杯　2位
- 2000年　-　体重別　3位
- 2000年　-　講道館杯　2位